# Европско првенство у фудбалу 2012 — Група А
Утакмице Групе А на Европском првенству у фудбалу 2012. су одигране између 8. јуна и 16. јуна 2012. У овој групи су се налазиле репрезентације Пољске (домаћин), Грчке, Русије и Чешке. Прва два тима из групе су прошла у четвртфинале. Први из групе ће играти са другим из групе Б, док ће други из групе А играти са првим из групе Б.

## Састави
- Састави репрезентација Групе А

## Резултати
Сва времена су локална (UTC+2)

### Пољска - Грчка
| Пољска          | 1 : 1    | Грчка           |
| --------------- | -------- | --------------- |
| Левандовски 17’ | Извештај | Салпингидис 51’ |

### Русија - Чешка Република
| Русија                                          | 4 : 1    | Чешка      |
| ----------------------------------------------- | -------- | ---------- |
| Џагојев 15’, 79' · Широков 24’ · Пављученко 82’ | Извештај | Пиларж 52’ |

### Грчка - Чешка Република
| Грчка     | 1 : 2    | Чешка                 |
| --------- | -------- | --------------------- |
| Гекас 53’ | Извештај | Јирачек 3’ · Пилар 6’ |

### Пољска - Русија
| Пољска           | 1 : 1    | Русија      |
| ---------------- | -------- | ----------- |
| Блашчиковски 57’ | Извештај | Џагојев 37’ |

### Чешка Република - Пољска
| Чешка            | 1 : 0    | Пољска |
| ---------------- | -------- | ------ |
| Јирачек 72 пен.’ | Извештај |        |

### Грчка - Русија
| Грчка           | 1 : 0    | Русија |
| --------------- | -------- | ------ |
| Карагунис 45+2’ | Извештај |        |

## Табела
|    | Табела групе А | И | П | Н | И | ДГ | ПГ | ГР | Бод. |
| -- | -------------- | - | - | - | - | -- | -- | -- | ---- |
| 1. | Чешка          | 3 | 2 | 0 | 1 | 4  | 5  | -1 | 6    |
| 2. | Грчка          | 3 | 1 | 1 | 1 | 3  | 3  | 0  | 4    |
| 3. | Русија         | 3 | 1 | 1 | 1 | 5  | 3  | +2 | 4    |
| 4. | Пољска         | 3 | 0 | 2 | 1 | 2  | 3  | -1 | 2    |